# Hadena johni
Hadena johni är en fjärilsart som beskrevs av Stertz 1912. Hadena johni ingår i släktet Hadena och familjen nattflyn. Inga underarter finns listade i Catalogue of Life.